# Амбажура

## О речи амбажура
- Aмбажура је реч француског порекла и односи се на bouche, уста.
- Исто тако зове се усник лимених инструмента.

- Реч амбажура (фр. embouchure , чита се амбушир, енгл. embouchure или lipping, итал. imboccatura)[1] употребљавају и дрвени и лимени дувачки инструменати, мада значење речи амбажура код сваке групе дувача је другачије.

## Амбажура код дрвених дувача
Свирач који свира на једноструком тршчаном језичку (саксофон, кларинет) или на двоструком тршчаном језичку (обоа, фагот) обликује уста око усника. Управо начин на који се обликују и постављају усне и зуби око усника, као и активност, употреба и овладавање околоусним мишићима, мишићима браде (целом фацијалном мускулатуром), језиком и отвореним грлом, зове се амбажура. Амбажура је цео један систем који омогућава добро и лако свирање инструмента.
Људи имају веома различите физичке склопове. Неки имају велике усне, неки мале, неки дуге зубе, неки кратке, неки веће чељусти, неки мање итд. Сваки човек има сопствену и јединствену амбажуру.
Упорним вежбањем, свирач стиче контролу над околоусним мишићима. Почиње рефлексно да схвата у којој мери њихова активност утиче на квалитет тона и на њихову издржљивост при дужем свирању.

## Амбажура код лимених дувача
Звук лименог свирача настаје вибрацијом усана свирача у уснику. То се зове "зујање“. Дувач ствара ваздушни притисак и гура ваздух кроз отворчић између усана. При тежњи ваздуха да се пробије, стварају се вибрације. 
Овде инструмент служи само као резонатор (појачивач вибрација). Висине се мењају мишићним контракцијама које врше усне. 
Постоји много различитих теорија о исправној амбажури за трубу. Аутори се углавном не слажу једни са другима у вези вези тога која је техника исправна. 
Када би лимени дувач формирао своје усне около усника, као рецимо на кларинету, звук се не би ни произвео.

## Важност исправне амбажуре
Само малобројни срећници, "природно надарени", могу да свирају са добрим тоном од самог почетка учења свирања инструмента. Вероватно имају интуитивну способност да трансформишу усне - они су у стању да користе своју музикалност и "да певају" кроз инструмент.
Амбажура омогућава инструменталисти да правилно свира инструмент, у пуном опсегу, са пуним и јасним тоном, без напора или оптерећења мишића и у дужем временском периоду.
Зато је веома важно од самог почетка вршити правилну поставку амбажуре, тј. развијање исправних навика. 
Народна пословица: „Једна је мука научти, а сто одучити“, у процесу постављања амбажуре врло је примењива. Грешке у формирању амбажуре се изузетно тешко исправљају, јер је почетник формирао одређене навике у које су укључене погрешне мишићне радње, док почетник који исправно постави амбажуру, лако ће произвести и надаље развијати квалитете свога тона. 

## Постављање ефикасне кларинетске амбажуре
Ништа не може да замени доброг наставника који зна много о развоју амбажуре и који је и сам добар свирач. Такав наставник може да покаже како се прави амбажура и да ученику да добар звучни модел. Добар наставник ће такође едуковати ученика да буде свој "сопствени најбољи учитељ" - и он ће га упутити добрим књигама и снимцима и видео-снимцима.
Веома су корисне и важне тонске студије, тј. издржавања дугих тонова. Тим вежбама стиче се контрола над квалитетом тона, која је за кларинетисту неопходна. 
Упутно је, уз надзор искусног педагога, користити огледало као визуелни мониторинг у формирању амбажуре на следећи начин:
1. Брада треба да буде затегнута-равна и усмерена надоле како би се растеретио притисак зуба доње вилице на доњу усну. Нипошто не свирати са ”Попај” брадом.
2. Мишићне контроле око усника контролишу усне и околоусни мишићи. Пре стављања усника између усана, усне морају бити формиране у М-позицију. Оне се обмотавају око усника и трске. Активност усана и околоусних мишића, по питању притиска и стезања, примењује се са свих страна подједнако. Трску не треба превише стискати, јер ће шкрипати.
3. Горња усна је тик уз горње зубе и обавија усник.
4. Два горња предња зуба су на равној површини кљуна усника, на отприлике 1-1,5 cm.
5. Углови усана благо се привлаче један ка другом (овде се кларинетски педагози разилазе, јер други траже обрнуто вођење углова усана, налик осмеху). Углове усана треба чврсто затворити да ваздух не би пролазио са стане.
6. Половина меснатог дела доње усне превучена је преко доњих зуба и служи као подметач за трску. Никако не увлачити доњу усану превише у уста!
7. Образи се не смеју надувавати.
8. Грло треба да има осећај потпуне отворености, као при зевању или као када дубоким удахом удишете најлепши цвет.
9. Угао држања кларинета у односу на тело је око 35-40 степени.
| Напомена: | Многи инструменталисти који имају проблеме са амбажуром покушавају да анализирају шта им раде мишићи. Знање о анатомији је добро, али такво размишљање у периоду развијања амбажуру је тражење невоље. То води у "парализу анализе“. Попут доброг певача, свирач треба да се фокусира на звук и на свој слух, те да пусти да се активира наш ум и тело у "само-исправљању." |

## Одлике добре амбажуре
Одлике „добре амбажуре“ су:
1. Леп обао и отворен тон.
2. Добар домет тона - његова носивост.
3. Широке и лако свирљиве висине.
4. Добра интонација.
5. Лако дување - лако добијање тона.
6. Временско издржавање дугог свирања без замора мишића лица.